# 小島幸弘
小島 幸弘（こじま たかひろ、1968年2月21日 - ）は、日本の元競艇選手、競艇解説者。大阪府出身。

## 略歴
1990年11月に本栖研修所（現・やまと競艇学校）67期生としてデビュー。
自身の戦績もさることながら、後輩の育成に定評があり、弟子に田中信一郎・湯川浩司らがいる。
2013年頃からは膝の故障を抱え、選手生活晩年は怪我に苦しんだ。最終的に「足をかばって走っていたら、腰にきた。踏ん張りが利かなくなった」とのことで、2018年12月の住之江競艇場での開催を最後に引退した。通算成績は4903走531勝。
引退後の2019年10月に尼崎競艇場の公式チャンネル「センプルch」の解説者に就任。以後は解説者として競艇関連のテレビ番組等に出演している。